# Ruttya
Ruttya, biljni rod iz porodice primogovki smješten u podtribus Graptophyllinae, dio tribusa Justicieae, potporodica Acanthoideae. Sastoji se od 6 vrsta iz istočne i južne Afrike, Madagaskara i juga Arapskog poluotoka. Tipična je Ruttya ovata.

## Etimologija
Ovaj je rod dobio ime po engleskom liječniku i irskom prirodoslovcu dr. Johnu Ruttyju (1697. – 1775.).

## Opis
Uspravni ili uzdignuti grmovi. Cistoliti upadljivi, linearni. Listovi nasuprotni, cjeloviti. Cvjetovi pojedinačni, skupljeni u duge ili kratke grozdaste cvjetove. Čaška duboko 5-režnjevita. Vjenčić 5-režnjevit, donja 3 jako savijena prema cjevčici vjenčića; gornja 2 uspravna, čine kapuljaču. Prašnika 2 sa 2 staminoda; prašnici 1-tekusni. Jajnik s 2 ovula po lokulusu. Čahura 4-sjemena, klavasta s čvrstim bazalnim dijelom poput peteljke; retinakula jaka, kukasta. Sjemenke diskoidne.

## Vrste
1. Ruttya bernieri  Benoist
2. Ruttya fragrans Benoist
3. Ruttya fruticosa Lindau
4. Ruttya ovata Harv.
5. Ruttya speciosa (Hochst.) Engl.
6. Ruttya tricolor Benoist